# Forame espinhoso
O forame espinhoso é um pequeno orifício aberto na asa maior do osso esfenoide que dá passagem à artéria e a veia meníngeas médias e ao ramo meníngeo do nervo mandibular (às vezes, ele passa pelo forame oval).
O forame espinhoso é frequentemente usado como ponto de referência em neurocirurgia devido à sua estreita relação com outros forames cranianos. Ele foi descrito pela primeira vez por Jacob B. Winslow no século XVIII.

## Estrutura
O forame espinhoso é um pequeno forame na asa maior do osso esfenoide do crânio.(p509) Ele conecta a fossa craniana média [en] (superiormente) e a fossa infratemporal (inferiormente).

### Conteúdo
O forame transmite a artéria e a veia meníngeas médias,(p442) e, às vezes, o ramo meníngeo do nervo mandibular (em vez disso, ele pode passar pelo forame oval).(p364, 496)

### Relações

Superfície interna da base do crânio, mostrando os forames cranianos.

O forame está situado logo antes da sutura esfenopetrosa [en].(p509) Está localizado posterolateral ao forame oval e anterior à espinha esfenoidal.
Um sulco para a artéria e a veia meníngeas médias se estende anterolateralmente a partir do forame.(p509)

### Variação
O forame espinhoso varia em tamanho e localização. O forame raramente está ausente, geralmente unilateralmente, caso em que a artéria meníngea média entra na cavidade craniana através do forame oval. Ele pode ser incompleto, o que pode ocorrer em quase metade da população. Por outro lado, em uma minoria de casos (menos de 1%), ele também pode ser duplicado, particularmente quando a artéria meníngea média também é duplicada.
O forame pode passar pelo osso esfenoide no ápice do processo espinhoso ou ao longo de sua superfície medial.

### Desenvolvimento
No recém-nascido, o forame espinhoso tem cerca de 2,25 mm de comprimento e, nos adultos, cerca de 2,56 mm. A largura do forame varia de 1,05 mm a cerca de 2,1 mm em adultos. O diâmetro médio do forame espinhoso é de 2,63 mm em adultos. Geralmente, ele fica entre 3 e 4 mm de distância do forame oval em adultos.
A primeira formação perfeita em forma de anel do forame espinhoso foi observada no oitavo mês após o nascimento e a última sete anos após o nascimento em um estudo de desenvolvimento do forame redondo [en], forame oval e forame espinhoso. A maioria dos forames nos estudos do crânio tinha formato arredondado. O ligamento esfenomandibular [en], derivado do primeiro arco faríngeo e geralmente preso à espinha do osso esfenoide, pode ser encontrado preso à borda do forame.

### Animais
Em outros hominídeos, o forame espinhoso não é encontrado no esfenoide, mas em partes do osso temporal, como a parte escamosa, encontrada na sutura esfeno-escamosa, ou ausente.

## Função
O forame espinhoso permite a passagem da artéria meníngea média, do plexo pterigóideo e do ramo meníngeo do nervo mandibular.:763 

## Importância clínica
Devido à sua posição distinta, o forame é usado como um ponto anatômico de referência durante a neurocirurgia. Como ponto de referência, o forame espinhoso revela as posições de outros forames cranianos, do nervo mandibular e do gânglio trigeminal, do forame oval e do forame redondo. Ele também pode ser relevante na obtenção de hemostasia durante a cirurgia, como na ligadura da artéria meníngea média, o que pode ser útil na cirurgia de trauma para reduzir o sangramento no neurocrânio ou para a remoção do processo piramidal do osso palatino.

## História
O forame espinhoso foi descrito pela primeira vez pelo anatomista dinamarquês Jacob B. Winslow no século XVIII. Ele recebeu esse nome devido à sua relação com o processo espinhoso da asa maior do osso esfenoide. Entretanto, devido à declinação incorreta do substantivo, o significado literal é “buraco cheio de espinhos” (latim: foramen spinosum). O nome correto, mas não utilizado, seria, de fato, foramen spinae.